# Vacacocha
El pueblo indígena vacacocha, cuya lengua pertenece a la familia lingüística Záparo, ha sido también conocido como aushiri, awshira o a’éwa. De acuerdo con Gunter Tessmann (1999), los vacacocha son un subgrupo del pueblo aushiri. No obstante, otros autores han enfatizado en que la literatura antropológica respecto de pueblos como los aushiri, awshiri, abishira o a’éwa, refiere al pueblo vacacocha.
Este pueblo fue contactado por primera vez por los españoles en la década de 1540, durante la expedición liderada por Francisco de Orellana a la Amazonía del entonces Virreinato del Perú. A partir de 1620, llegaron a territorio de los vacacocha exploradores, misioneros e indígenas cristianizados que prepararon el camino para la fundación de la primera misión en San Miguel, en el año 1665. Luego, para el año 1775, muchos indígenas, entre ellos los vacacocha, fueron trasladados a las misiones del río Napo.
Durante la época de auge de la extracción del caucho, una gran cantidad de población vacacocha fue trasladada por patrones caucheros al Brasil, mientras que otros fueron capturados por colonos peruanos para trabajar como peones. Las migraciones por las que atravesó este pueblo, muchas veces forzosas, ocasionaron una importante disminución de su población.
En el año 2008, el lingüista Lev Michael visitó por primera vez la comunidad de Puerto Elvira en el distrito de Napo, provincia de Maynas, región Loreto. Con la ayuda de una mujer vacacocha que allí vivía, el lingüista recopiló una lista de palabras en la que sería una de las lenguas indígenas amazónicas menos documentadas del mundo: la lengua del pueblo vacacocha. Ese mismo año, Michael visitó a otra mujer en una comunidad cercana al río Momón en Loreto, quien contribuyó a validar esta lista de palabras. 
Si bien el INEI no empadronó a ninguna comunidad identificada como vacacocha en su Censo de Comunidades Indígenas de la Amazonía Peruana del año 2007, se presume que actualmente los integrantes de este pueblo habitan principalmente en el departamento de Loreto. A partir de estudios lingüísticos como el de Michael (2008), se conoce que los descendientes del pueblo vacacocha habitan en comunidades cercanas a los ríos Napo, Curaray y Momón. Asimismo, se sabe que gran parte de esta población se ha integrado en comunidades del pueblo kichwa, habiendo adquirido su lengua como idioma materno.